# Habenaria pinzonii
Habenaria pinzonii là một loài thực vật có hoa trong họ Lan. Loài này được R.González & Cuevas-Figueroa mô tả khoa học đầu tiên năm 2004.